# TotalEnergies
TotalEnergies SE (до мая 2021 года — Total SE) — французская нефтегазовая компания, одна из крупнейших в мире. Штаб-квартира расположена в Париже.

## История
На рубеже XIX и XX веков 90 процентов нефти добывалось в США и России. В первые два десятилетия XX века значительных успехов в нефтедобыче добились Англо-персидская нефтяная компания (современная BP) и нидерландско-британская Royal Dutch Shell. Франция же полностью зависела от импорта нефти.
В 1917 году из-за перебоев с поставками из США страна была близка к тому, чтобы остаться полностью без горючего, поэтому вопрос создания собственной нефтяной компании на конец Первой мировой войны стоял очень остро. По результатам конференции в Сан-Ремо в 1920 году Франции была передана 25-процентая доля Deutsche Bank в Турецкой нефтяной компании (она была создана в 1911 году для поиска и добычи нефти на территории Османской империи вдоль Багдадской железной дороги). На основе этой доли было создано Французское общество нефтедобычи (фр. Société Française pour l'Exploitation du Pétrole), в котором 51 % акций принадлежало Royal Dutch/Shell, 49 % были у Парижского объединённого банка. Однако в 1924 году правительство Пуанкаре решило что эта нефтяная компания должна быть полностью французской, и она была преобразована в Compagnie française des pétroles (CFP), акционерами которой стали несколько французских банков и дистрибьюторов нефтепродуктов, в частности братья Дезмире. Возглавил компанию Эрнст Мерсье.
15 октября 1927 года Турецкой нефтяной компании наконец удалось найти крупное месторождение Киркук. В 1928 году крупнейшие нефтяные компании Европы и США, включая французскую, подписали «Соглашение красной линии» (англ. Red Line Agreement), регламентирующее их сотрудничество в районе Персидского залива в рамках Турецкой нефтяной компании (в 1929 году переименованной в Иракскую нефтяную компанию).
Для укрепления позиций CFP в 1929 году правительство Франции приобрело в ней 25-процентную долю. Через два года увеличило свою долю до 35 %. Также в 1929 году была создана дочерняя нефтеперерабатывающая компания, открывшая свой первый НПЗ в Нормандии в 1933 году.
В 1934 году было завершено строительство нефтепровода от месторождений в Ираке к порту Триполи, и CFP стала интегрированной нефтяной компанией, контролировавшей добычу, транспортировку и переработку нефти. Слабыми местами компании были отсутствие сети реализации нефтепродуктов и альтернатив ближневосточной нефти. Отношения с Вишистским режимом были напряжённые. Мерсье в 1940 году был отправлен в отставку. Его преемник, Жюль Мени, был в 1943 году захвачен нацистами и отправлен в концлагерь. Занявший его место Марсель Шампен умер в 1945 году.
В 1945 году компанию возглавил Виктор де Мец. Начался период стремительного роста CFP. Поставки ближневосточной нефти выросли с 806 тысяч тонн в 1945 году до 8,824 млн тонн в 1953 году, на что повлияли распад Соглашения красной линии, начало нефтедобычи в Катаре в 1949 году и открытие в 1952 году нового нефтепровода в сирийский порт Баниас. В 1946 году было заключено соглашение о поставках нефти из Венесуэлы (600 тысяч тонн в год). В 1954 году CFP получила 6-процентную долю в консорциуме западных нефтяных компаний в Иране.
В июне 1956 года при участии CFP было открыто крупное месторождение нефти Хасси-Мессауд в Алжире (в то время французской колонии). В ноябре также в Алжире было открыто крупное месторождение природного газа Хасси-Рмель. Также в Африке впервые компания начала использовать торговую марку TOTAL для реализации нефтепродуктов. В 1957 году автозаправки TOTAL начали появляться и во Франции. К 1961 году из 12 млн тонн нефтепродуктов, производимых CFP, 7 млн реализовывалось через сеть АЗС TOTAL. Сеть расширялась в основном за счёт поглощения конкурентов. В частности, в 1966 году была поглощена сеть братьев Дезмирэ, некогда соучредителей CFP.
В 1971 году де Меца сменил Рене Гранье де Лиллак. Его приход совпал с национализацией нефтяных и газовых месторождений в Алжире. В июне 1971 года с правительством Алжира было достигнуто соглашение о возобновлении добычи компанией нефти в объёме 7 млн тонн в год (до этого было в два раза больше). Это компенсировалось открытием месторождений в Индонезии и Северном море. Цена на нефть выросла в результате нефтяного кризиса 1973 года, цена же на нефтепродукты во Франции регулировалась государством. Компании пришлось сократить переработку нефти и увеличить экспорт нефтепродуктов (в 1975 году НПЗ во Франции были загружены на 67 %, а экспорт впервые превысил продажи на домашнем рынке).
В то же время Total расширяла сферу деятельности, начав деятельность на рынке нефтехимии. Был куплен крупнейший во Франции производитель промышленной резины Hutchinson-Mapa и создано совместное предприятие ATO Chimie (с Elf). Ещё одно совместное предприятие, Minatome (с Pechiney-Ugine-Kuhlmann), занималось добычей урана и угля.
В 1980-е годы был закрыт ряд нерентабельных НПЗ во Франции, ФРГ и Италии. В 1985 году название «Compagnie française des pétroles» было изменено на «TOTAL CFP». В 1991 году оно было упрощено до TOTAL S.A. В начале 1990-х годов де Лиллака на посту главы компании сменил Серж Чурук. До этого он возглавлял французскую химическую группу «Orkem», часть которой была поглощена TOTAL. От него потребовалось оптимизировать деятельность компании, утратившей лидерство на домашнем рынке в пользу Elf Aquitaine. Было ликвидировано 200 дочерних компаний, закрыта седьмая часть автозаправок и сокращено 6 500 сотрудников. В то же время компания вышла на рынки Испании, Португалии, Чехословакии, Венгрии и Турции, совместно с British Petroleum и Triton Energy было открыто крупное месторождение нефти в Колумбии, была начата добыча природного газа в Индонезии и Таиланде.
К 1995 году TOTAL вышла на третье место в мире по добыче газа. В 1992 году акции компании начали котироваться на Нью-Йоркской фондовой бирже, а доля государства сократилась до 5,4 % (в 1996 году до 0,97 %). В середине 1990-х годов TOTAL вела деятельность сразу в трёх странах из списка стран, в отношении которых США ввели санкции: в Бирме компания строила газопровод, в Ливии были доли в двух нефтяных месторождениях, а в 1995 году Тьерри Дезмаре (сменивший Чурука) заключил договор с Ираном о начале разработки двух шельфовых месторождений нефти, в 1997 году ещё один на разработку месторождений газа. Меньшее число конкурентов в этих проектах позволяло достичь более выгодных условий. Благодаря этому себестоимость добычи TOTAL была одной из самых низких в отрасли. Чтобы избежать возможных осложнений, в 1997 году был продан американский филиал компании Ultramar Diamond Shamrock Corpration в обмен на 8 % её акций. Также в этом году компания приобрела 40-процентную долю в консорциуме по добыче нефти в Венесуэле.
После поглощения бельгийской компании Petrofina в 1999 году получила название Total Fina. В 2000 году после слияния с французской Elf Aquitaine получила название TotalFinaElf. С 2003 года компании было возвращено название Total. В 2006 году химическое подразделение было выделено в самостоятельную компанию Arkema.
В ноябре 2012 года Китайской нефтехимической корпорации была продана 20-процентная доля в проекте на шельфе Нигерии (за $2,5 млрд). В 2013 году Total совместно с другими нефтяными компаниями начала работу на Кашаганском месторождении.
В январе 2014 года компания приобрела 40-процентные доли в двух лицензиях на добычу сланцевого газа на севере Англии.
20 октября 2014 года в авиакатастрофе в московском аэропорту Внуково погиб генеральный директор Кристоф де Маржери. После него этот пост занял Патрик Пуянне.
В 2016 году были куплены активы Petrobras на сумму $2,2 млрд, включая доли в участках в бассейне Сантуш и газораспределительных сетях Бразилии. В июле 2017 года было заключено соглашение с Ираном на сумму $4,8 млрд на разработку крупнейшего в мире месторождения природного газа Северное/Южный Парс. В августе 2017 года за $7,45 млрд было куплено нефтедобывающее подразделение Maersk.
В 2020 году прибыль Total упала на 99 % до 34 млн долларов с 3 млрд долларов в 2019 году на фоне обвала цен на нефть и пандемии коронавируса.
В начале 2021 года была куплена доля в индийской компании Adani Green Energy Limited (AGEL) и её активы в области солнечной энергетики за $2,5 млрд.

## Собственники и руководство
Акционеры компании (по состоянию на 31 декабря 2016 года):
- Менеджмент компании — 4,8 % капитала (8,6 % голосов)
- BlackRock — 5,6 % капитала (4,9 % голосов)
- В свободном обращении (Free-float) — 89,6 % капитала.

Патрик Пуянне (фр. Patrick Pouyanné) — председатель совета директоров (с 2015 года), президент и главный исполнительный директор компании (с 2014 года). В компании с 1997 года. До этого занимал различные посты в министерствах промышленности и информации и аэрокосмических технологий.

## Деятельность
Компания ведет операции более чем в 130 странах мира; в ней работает 101 тысяча сотрудников. Доказанные запасы углеводородов на конец 2021 года составляли 12,062 млрд баррелей, из них 3,79 млрд приходилось на Европу (Россия), 3,4 млрд — на Ближний Восток и север Африки, 2,04 млрд на остальную Африку, 1,61 млрд — на Америку, 1,23 млрд — на Азиатско-Тихоокеанский регион. Добыча нефти и газа в 2021 году составляла 2,819 млн баррелей нефтяного эквивалента в сутки, суточная добыча нефти составляла 1,274 млн баррелей, в сумме с газовым конденсатом — 1,500 млн баррелей, природного газа — 204 тысяч кубометров. Уровень добычи составлял 941 тыс. баррелей в сутки в Европе, 667 тыс. — на Ближнем Востоке и севере Африки, 532 тыс. — в остальной Африке, 372 тыс. — в Америке и 307 тыс. — в Азиатско-Тихоокеанском регионе.
Помимо добычи, компания осуществляет нефтепереработку и владеет сетью АЗС, а также владеет рядом предприятий химической индустрии и в других отраслях. Общая производительность нефтеперерабатывающих заводов составляет 1,18 млн баррелей в сутки, из них 190 тысяч во Франции и 568 тысяч баррелей в других странах Европы. Продажи нефтепродуктов составляют 1,503 млн баррелей в сутки, из них 826 тыс. в Европе. Производство нефтехимической продукции составило более 10 млн тонн (5,78 млн тонн мономеров и 4,94 млн тонн полимеров). Производство биотоплива составило 391 тыс. тонн за 2021 год.
Total является партнёром российской компании «Газпром» по добыче газа в Боливии (по состоянию на 2017 год).
Подразделения по состоянию на 2021 год:
- Газ и возобновляемая энергетика — добыча природного газа, переработка его в сжиженный газ, газовые тепловые, солнечные и ветряные электростанции общей мощностью 43 ГВт; выручка 30,7 млрд долларов.
- Нефтедобыча — геологоразведки и разработка нефтегазовых месторождений; выручка 7,2 млрд долларов.
- Нефтепереработка и нефтехимия — производство нефтепродуктов и химической продукции, их транспортировка и продажа; выручка 167,9 млрд долларов.
- Маркетинг — выручка 80,3 млрд долларов.

Географическое распределение выручки за 2021 год:
- Франция — 43,3 млрд долларов;
- остальная Европа — 85,1 млрд долларов;
- Северная Америка — 23,0 млрд долларов;
- Африка — 19,5 млрд долларов;
- другие регионы — 35,0 млрд долларов.

|                     | 2000…  | 2005…  | 2010  | 2011  | 2012  | 2013  | 2014  | 2015  | 2016  | 2017  | 2018  | 2019  | 2020   | 2021  |
| ------------------- | ------ | ------ | ----- | ----- | ----- | ----- | ----- | ----- | ----- | ----- | ----- | ----- | ------ | ----- |
| Оборот              | 105,4… | 145,2… | 186,8 | 231,5 | 233,3 | 228,3 | 212,0 | 143,4 | 149,7 | 171,5 | 209,4 | 176,2 | 119,7  | 184,6 |
| Чистая прибыль      | 6,352… | 15,22… | 14,09 | 17,11 | 13,58 | 11,23 | 4,244 | 5,087 | 6,196 | 8,631 | 11,44 | 11,27 | -7,242 | 16,03 |
| Активы              | 78,36… | 131,6… | 190,8 | 227,5 | 219,2 | 230,7 | 229,8 | 224,5 | 231,0 | 242,6 | 256,8 | 273,3 | 266,1  | 293,5 |
| Собственный капитал | 29,81… | 50,40… | 79,33 | 93,05 | 91,12 | 96,60 | 90,33 | 92,49 | 98,68 | 111,6 | 115,6 | 116,8 | 103,7  | 111,7 |

Примечание. До 2014 года в качестве отчётной валюты использовались евро, значения переведены по среднему курсу за год.

## Регионы деятельности

### Россия
С 1999 года Total ведёт добычу нефти в России на условиях соглашения о разделе продукции (СРП) на Харьягинском нефтяном месторождении (Ненецкий автономный округ, поселок Харьяга) с запасами 97 млн т. Доля Total в этом проекте составляет 50 %, норвежской Hydro — 40 %, у Ненецкой нефтяной компании — 10 %. Оператором проекта является принадлежащая Total компания «Тоталь Разведка Разработка Россия».

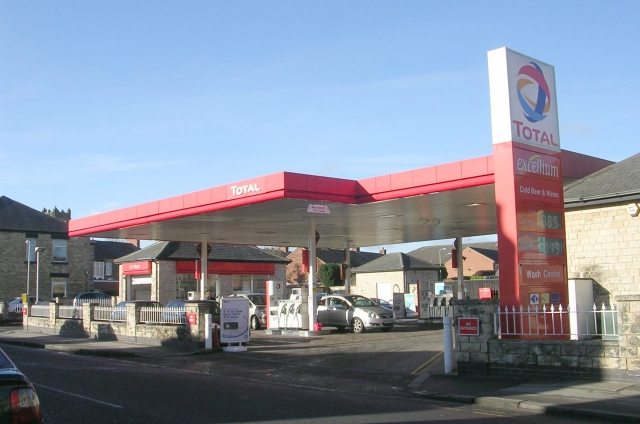
Автозаправочная станция Total в Великобритании

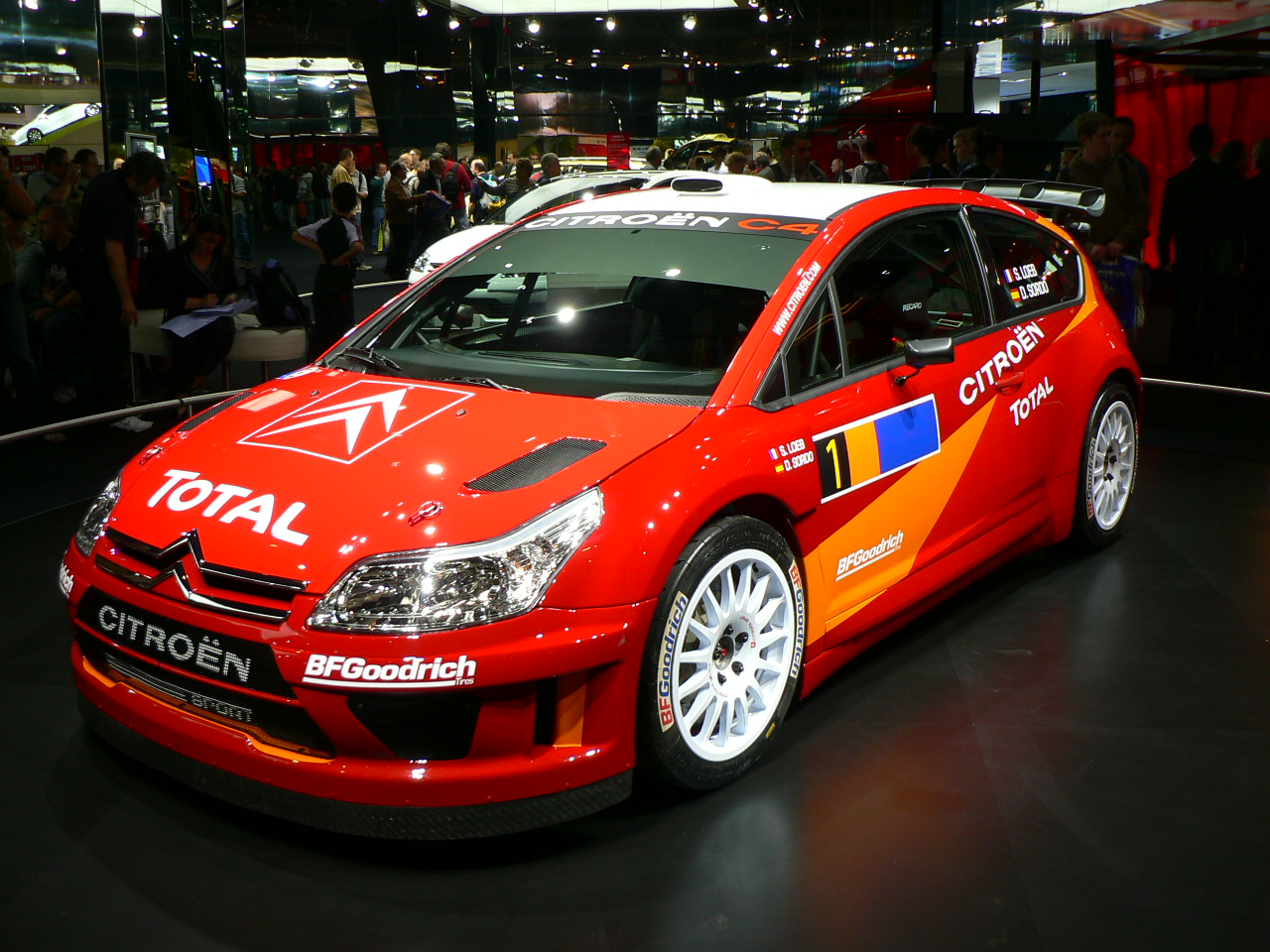
Компания также является спонсором многих спортивных мероприятий

Предполагается, что за 33 года действия СРП на месторождении будет добыто 45 млн т нефти. В проект уже инвестировано $450 млн и требуется ещё $800 млн.
Total наряду с некоторыми другими международными нефтегазовыми компаниями претендовала на участие (совместно с «Газпромом») в проекте освоения Штокмановского газового месторождения в Баренцевом море, но «Газпром» в 2006 году объявил, что сам будет недропользователем месторождения. 12 июля 2007 года после телефонного разговора президента России Владимира Путина и президента Франции Николя Саркози было объявлено, что партнёром «Газпрома» в освоении Штокмана все же будет Total. Она получит 25 % в компании — операторе Штокмана, но ещё 24 % могут достаться и другому иностранному партнеру.
В начале марта 2011 года было объявлено о создании стратегического альянса между Total и российской газовой компанией «Новатэк». В рамках альянса Total приобрела у нынешних акционеров 12,0869 % акций российской компании и получила опцион на увеличение своей доли до 19,4 % в течение трёх лет. Предполагалось, что французы станут стратегическим партнёром «Новатэка» в проекте «Ямал СПГ». Сейчас «Ямал СПГ» — один из крупнейших совместных проектов Total в России, в котором компания владеет 20-процентной долей.
В октябре 2016 года компания «Тотал Восток», дочернее предприятие концерна в России, объявила о начале строительства в Калужской области завода по производству, хранению и отгрузке автомобильных масел, а также смазочных и сопутствующих материалов. Запуск завода запланирован на 2018 год.
На 2021 год активы в России включали доли в таких компаниях: Novatek (19,4 %), Yamal LNG (20 %), Arctic LNG 2 (10 %) и TernefteGaz (49 %), стоимость этих активов оценивалась в 13,7 млрд долларов. Доля в добыче этих компаний составляла 75 тыс. баррелей нефти в сутки и 64 тыс. кубометров газа (17,6 % от всей добычи углеводородов TotalEnergies). В марте 2022 года TotalEnergies объявила о постепенном сворачивании деятельности в России.

### Остальная Европа
Нефтедобыча ведётся в Норвегии и британском и нидерландском секторах Северного моря. TotalEnergies является оператором разработки месторождения Темпа Росса в Италии, имеет долю в проекте в Дании. Геологоразведка ведётся в Азербайджане (Апшерон), Болгарии и Греции.

### Африка
В Африке ведётся добыча нефти и газа в Нигерии (как морская, так и на суше). Крупнейшим активом в Анголе является месторождение Далия, оператором разработки которого является TotalEnergies. Кроме этого имеются доли в нефтедобывающих проектах в Конго, Габоне, Уганде, ЮАР, Намибии, лицензии на геологоразведку в Мавритании, Сенегале, Кении, Кот-д’Ивуаре, Сан-Томе и Принсипи и Демократической Республике Конго.
TotalEnergies имеет доли в предприятиях по сжижению газа в Нигерии, Анголе и Мозамбике.
В декабре 2022 года НПО «Друзья Земли», Survie и четыре НПО Уганды подали в суд на нефтяную группу Total и обвинили её в нарушении закона об обязанности бдительности крупных французских компаний с точки зрения прав человека и окружающей среды..

### Америка
Деятельность в Америке включает глубоководную добычу нефти в Мексиканском заливе и разработку битуминозных песков в канадской провинции Альберта. На TotalEnergies приходится около четверти добычи природного газа в Аргентине (как обычного, так и сланцевого). Также имеются доли в добыче нефти в Боливии и Суринаме, в территориальных водах Бразилии. Активы в Венесуэле были проданы в июле 2021 году.
Предприятия по сжижению газа имеются в США (Луизиана) и Мексике.

### Азиатско-Тихоокеанский регион
Наибольшее значение имеют добыча и сжижение природного газа в Австралии и Папуа — Новая Гвинее. Также ведётся добыча нефти и газа в Казахстане (Кашаган), Таиланде, КНР, Брунее и Индонезии.

### Ближний Восток и Север Африки
Компания ведёт добычу природного газа в Катаре и Омане, имеет доли в предприятиях по сжижению газа в ОАЭ и Египте, а также в законсервированном с 2015 года заводе в Йемене. Нефтяные месторождения разрабатываются в ОАЭ, Ливии, Алжире, Омане и Ираке.
В июне 2022 года объявлено об участии компании в разработке месторождения СПГ «North Field East» в Катаре. Компания получит долю в проекте в 6,25 %.

## Интересные факты
- Бельгийский режиссёр Реми Бельво (автор знаменитого фильма «Это случилось рядом с вами») получил приз на Festival de film publicitaire de Méribel за рекламный ролик для фирмы Total[26].
- 24 августа 2022 года Le Monde сообщил, что компания совместно с Новатэк эксплуатирует месторождение, из которого добывается газовый конденсат, который после переработки используется для российских самолетов, участвующих в конфликте на Украине[27].